# Fausse objection
Pour les articles homonymes, voir Objection.
 (mai 2023).
Si vous disposez d'ouvrages ou d'articles de référence ou si vous connaissez des sites web de qualité traitant du thème abordé ici, merci de compléter l'article en donnant les références utiles à sa vérifiabilité et en les liant à la section « Notes et références ».
Une fausse objection est un sophisme où l'on emploie une excuse typiquement discrète ou non-offensive pour éviter d'évoquer une vraie raison qui pourrait amener des risques réels ou imaginés.

## Exemples
- "Bonjour, cher Monsieur, j'ai un ensemble de quinze encyclopédies très instructives pour seulement 400 € ! Une occasion unique, vous ne le regretterez pas ! Allez, s'il-vous-plaît, mon patron va me tuer si je ne vends rien aujourd'hui !

- Heu, c'est trop cher, il faut que j'en parle à ma femme." Alors qu'il avait l'intention de dire : "Je n'ai que faire de votre camelote et vous commencez sérieusement à m'ennuyer !"
- "C'était un rencard génial ! Heu, ça te dirait que l'on entre... heu... dans une relation stable ?

-Heu, écoute, je crois que ça ne pourra pas marcher entre nous, tu es un gars génial et je suis sûre que tu trouveras une fille meilleure pour toi." Alors qu'elle avait l'intention de dire : "Tu peux toujours courir, tu n'es pas du tout mon genre et je ne ressens rien avec toi !"